# 3+세대 원자로
제3+세대 원자로(Gen III+)는 원자로의 종류이다. 제3세대(Gen III) 원자로보다 진보된 설계를 채택하여, 1990년대 미국원자력규제위원회(NRC)의 인증을 받은 제3세대 원자로보다 안전성이 크게 향상되었다. 미국의 경우 제3+세대 설계는 10CFR Part 52에 의거하여 NRC의 인증을 받아야 한다.   
제3+세대 원자로 설계로는 VVER-1200/392M, ACR-1000, AP-1000, EPR, ESBWR, APR-1400, EU-ABWR, APWR, ATMAEA I 등이 있다. APR-1400은 OPR-1000의 차세대원자로(KNGR)로 개발된 것으로 출력을 1000MW에서 1400MW로 증강하였다. 원자로의 수명도 40년에서 60년으로 증가되었다. APR 1400은 2001년 표준설계인가를 획득하고 2009년 UAE에 수출되어 바라카에서 건설되고 있다.     
국제원자력기구는 300MW 이하의 출력을 갖는 원자로를 소형원자로로 정의하고 있다. 이런 소형 원자로는 규모가 작은 국가나 전력망이 단순한 국가에 적합한 것으로 알려져 있다. 소형 모듈원자로인 SMR(small modular reactor)은 단순성과 안전성이 향상되었고, 기존의 상용 발전소에 비해 건설비용이 상대적으로  저렴하다. 주로 원자력선진국에서 개발하거나 계획 중에 있다.    
한국원자력연구원은 열출력이 330MW인 소형원자로 스마트(SMART, System-integrated Modular Advanced Reactor)를 개발하여 2012년 7월 세계 최초로 표준설계인가를 획득하였고, 사우디아라비아와 건설 전 설계사업을 진행하고 있다. 이후 사우디아라비아에 2기의 SMART 건설, 제3국으로의 공동 진출을 추진하고 있다. 
 